# Kernefrugt
En kernefrugt eller pome ("æblefrugt") er en botanisk betegnelse for en frugt fra en plante (typisk busk eller træ) i  subtribus Malinae ("æblegruppen") i Rosen-familien (Rosaceae).
Frugten - egentlig en falsk frugt - består af frugtkødet som er den opsvulmede blomsterbund, som omslutter den egentlige frugt, der i folkemunde kaldes "kernehuset", som er dannet af frugtblade og indeholder frøene (kernerne).
Eksempler på kernefrugter er frugterne af æble, pære, kvæde, røn, tjørn m.fl.